# Équipe d'Uruguay de football à la Coupe du monde 2018
Cet article relate le parcours de l’équipe d'Uruguay de football lors de la Coupe du monde de football 2018 organisée en Russie du 14 juin au 15 juillet 2018.

## Qualifications

### Poule unique
| Rang | Équipe    | Pts | J  | G  | N | P  | Bp | Bc | Diff |  | Résultats (▼ dom., ► ext.) |     |     |     |     |     |     |     |     |     |     |
| ---- | --------- | --- | -- | -- | - | -- | -- | -- | ---- |  | -------------------------- | --- | --- | --- | --- | --- | --- | --- | --- | --- | --- |
| 1    | Brésil    | 41  | 18 | 12 | 5 | 1  | 41 | 11 | +30  |  | Brésil                     |     | 2-2 | 3-0 | 2-1 | 3-0 | 3-0 | 3-0 | 2-0 | 5-0 | 3-1 |
| 2    | Uruguay   | 31  | 18 | 9  | 4 | 5  | 32 | 20 | +12  |  | Uruguay                    | 1-4 |     | 0-0 | 3-0 | 1-0 | 3-0 | 4-0 | 2-1 | 4-2 | 3-0 |
| 3    | Argentine | 28  | 18 | 7  | 7 | 4  | 19 | 16 | +3   |  | Argentine                  | 1-1 | 1-0 |     | 3-0 | 0-0 | 1-0 | 0-1 | 0-2 | 2-0 | 1-1 |
| 4    | Colombie  | 27  | 18 | 7  | 6 | 5  | 21 | 19 | +2   |  | Colombie                   | 1-1 | 2-2 | 0-1 |     | 2-0 | 0-0 | 1-2 | 3-1 | 1-0 | 2-0 |
| 5    | Pérou     | 26  | 18 | 7  | 5 | 6  | 27 | 26 | +1   |  | Pérou                      | 0-2 | 2-1 | 2-2 | 1-1 |     | 3-4 | 1-0 | 2-1 | 2-1 | 2-2 |
| 6    | Chili     | 26  | 18 | 8  | 2 | 8  | 26 | 27 | -1   |  | Chili                      | 2-0 | 3-1 | 1-2 | 1-1 | 2-1 |     | 0-3 | 2-1 | 3-0 | 3-1 |
| 7    | Paraguay  | 24  | 18 | 7  | 3 | 8  | 19 | 25 | -6   |  | Paraguay                   | 2-2 | 1-2 | 0-0 | 0-1 | 1-4 | 2-1 |     | 2-1 | 2-1 | 0-1 |
| 8    | Équateur  | 20  | 18 | 6  | 2 | 10 | 25 | 26 | -1   |  | Équateur                   | 0-3 | 2-1 | 1-3 | 0-2 | 1-2 | 3-0 | 2-2 |     | 2-0 | 3-0 |
| 9    | Bolivie   | 14  | 18 | 4  | 2 | 12 | 16 | 38 | -22  |  | Bolivie                    | 0-0 | 0-2 | 2-0 | 2-3 | 0-3 | 1-0 | 1-0 | 2-2 |     | 4-2 |
| 10   | Venezuela | 12  | 18 | 2  | 6 | 10 | 19 | 35 | -16  |  | Venezuela                  | 0-2 | 0-0 | 2-2 | 0-0 | 2-2 | 1-4 | 0-1 | 1-3 | 5-0 |     |

## Préparation

### Matchs de préparation à la Coupe du Monde
Détails des matchs amicaux
| Match amical           | Uruguay                        | 2 - 0   | Tchéquie |                                                                                        |                                                                                        |
| 23 mars 2018 12h35 HEC | Suárez 10e (pen.) · Cavani 37e | (2 - 0) |          | Guangxi Sports Center Stadium Nanning Spectateurs : 22 537 Arbitrage : Saoud Al Athbah | Guangxi Sports Center Stadium Nanning Spectateurs : 22 537 Arbitrage : Saoud Al Athbah |
| 23 mars 2018 12h35 HEC | Rapport                        |         |          | Guangxi Sports Center Stadium Nanning Spectateurs : 22 537 Arbitrage : Saoud Al Athbah | Guangxi Sports Center Stadium Nanning Spectateurs : 22 537 Arbitrage : Saoud Al Athbah |

| Match amical            | Pays de Galles | 0 - 1   | Uruguay    |                                        |                                        |
| 26 mars 2018 13h35 HAEC |                | (0 - 0) | 49e Cavani | Guangxi Sports Center Stadium, Nanning | Guangxi Sports Center Stadium, Nanning |
| 26 mars 2018 13h35 HAEC | Rapport        |         |            | Guangxi Sports Center Stadium, Nanning | Guangxi Sports Center Stadium, Nanning |

| Match amical           | Uruguay                                             | 3 - 0   | Ouzbékistan |                              |                              |
| 8 juin 2018 01h10 HAEC | De Arrascaeta 32e · Suárez 54e (pen.) · Giménez 73e | (1 - 0) |             | Stade Centenario, Montevideo | Stade Centenario, Montevideo |

## Effectif
L'effectif de l'Uruguay, est connu le 2 juin 2018.
| Numéro / Nom       | Numéro / Nom           | Club                | Date de naissance et âge*  | J.              | Buts            |                 |                 |                 |
| Gardiens de but    | Gardiens de but        | Gardiens de but     | Gardiens de but            | Gardiens de but | Gardiens de but | Gardiens de but | Gardiens de but | Gardiens de but |
| ------------------ | ---------------------- | ------------------- | -------------------------- | --------------- | --------------- | --------------- | --------------- | --------------- |
| 01                 | Fernando Muslera       | Galatasaray SK      | 16 juin 1986 (31 ans)      | 5               | 0               | 0               | 0               | 0               |
| 12                 | Martín Campaña         | Independiente       | 29 mai 1989 (29 ans)       | 0               | 0               | 0               | 0               | 0               |
| 23                 | Martín Silva           | Vasco da Gama       | 23 mars 1983 (35 ans)      | 0               | 0               | 0               | 0               | 0               |
| Défenseurs         |                        |                     |                            |                 |                 |                 |                 |                 |
| 02                 | José Giménez           | Atlético Madrid     | 20 janvier 1995 (23 ans)   | 4               | 1               | 0               | 0               | 0               |
| 03                 | Diego Godín            | Atlético Madrid     | 16 février 1986 (32 ans)   | 5               | 0               | 0               | 0               | 0               |
| 04                 | Guillermo Varela       | Peñarol             | 24 mars 1993 (25 ans)      | 2               | 0               | 0               | 0               | 0               |
| 13                 | Gastón Silva           | Independiente       | 5 mars 1994 (24 ans)       | 0               | 0               | 0               | 0               | 0               |
| 16                 | Maxi Pereira           | FC Porto            | 8 juin 1984 (34 ans)       | 0               | 0               | 0               | 0               | 0               |
| 19                 | Sebastián Coates       | Sporting CP         | 7 octobre 1990 (27 ans)    | 1               | 0               | 0               | 0               | 0               |
| 22                 | Martín Cáceres         | Lazio Rome          | 7 avril 1987 (31 ans)      | 5               | 0               | 0               | 0               | 0               |
| Milieux de terrain |                        |                     |                            |                 |                 |                 |                 |                 |
| 05                 | Carlos Sánchez         | Monterrey           | 2 décembre 1984 (33 ans)   | 3               | 0               | 0               | 0               | 0               |
| 06                 | Rodrigo Bentancur      | Juventus            | 25 juin 1997 (21 ans)      | 5               | 0               | 2               | 0               | 0               |
| 07                 | Cristian Rodríguez     | Peñarol             | 30 septembre 1985 (32 ans) | 5               | 0               | 1               | 0               | 0               |
| 08                 | Nahitan Nández         | Boca Juniors        | 28 décembre 1995 (22 ans)  | 5               | 0               | 0               | 0               | 0               |
| 10                 | Giorgian De Arrascaeta | Cruzeiro            | 1er juin 1994 (24 ans)     | 2               | 0               | 0               | 0               | 0               |
| 14                 | Lucas Torreira         | Sampdoria           | 11 février 1996 (22 ans)   | 5               | 0               | 0               | 0               | 0               |
| 15                 | Matías Vecino          | Inter Milan         | 24 août 1991 (26 ans)      | 5               | 0               | 0               | 0               | 0               |
| 17                 | Diego Laxalt           | Genoa               | 7 janvier 1993 (25 ans)    | 4               | 0               | 0               | 0               | 0               |
| Attaquants         |                        |                     |                            |                 |                 |                 |                 |                 |
| 09                 | Luis Suárez            | FC Barcelone        | 24 janvier 1987 (31 ans)   | 5               | 2               | 0               | 0               | 0               |
| 11                 | Cristhian Stuani       | Gérone FC           | 12 octobre 1986 (31 ans)   | 2               | 0               | 0               | 0               | 0               |
| 18                 | Maxi Gómez             | Celta de Vigo       | 14 août 1996 (21 ans)      | 2               | 0               | 0               | 0               | 0               |
| 20                 | Jonathan Urretaviscaya | Monterrey           | 19 mars 1990 (28 ans)      | 1               | 0               | 0               | 0               | 0               |
| 21                 | Edinson Cavani         | Paris Saint-Germain | 14 février 1987 (31 ans)   | 4               | 3               | 0               | 0               | 0               |
| Sélectionneur      |                        |                     |                            |                 |                 |                 |                 |                 |
|                    | Óscar Tabárez          |                     | 3 mars 1947 (71 ans)       |                 |                 |                 |                 |                 |

* NB : Les âges sont calculés au début de la Coupe du monde 2018, le 14 juin 2018.

## Coupe du monde

### Premier tour - Groupe A
|   | Équipe          | Pts | J | G | N | P | Bp | Bc | Diff |
| 1 | Uruguay         | 9   | 3 | 3 | 0 | 0 | 5  | 0  | +5   |
| 2 | Russie          | 6   | 3 | 2 | 0 | 1 | 8  | 4  | +4   |
| 3 | Arabie saoudite | 3   | 3 | 1 | 0 | 2 | 2  | 7  | -5   |
| 4 | Égypte          | 0   | 3 | 0 | 0 | 3 | 2  | 6  | -4   |

| 1  | 14 juin 2018 | Russie          | 5 - 0 | Arabie saoudite |
| 2  | 15 juin 2018 | Égypte          | 0 - 1 | Uruguay         |
| 17 | 19 juin 2018 | Russie          | 3 - 1 | Égypte          |
| 18 | 20 juin 2018 | Uruguay         | 1 - 0 | Arabie saoudite |
| 33 | 25 juin 2018 | Uruguay         | 3 - 0 | Russie          |
| 34 | 25 juin 2018 | Arabie saoudite | 2 - 1 | Égypte          |

#### Égypte - Uruguay
| Match 2                                                  | Égypte  | 0 - 1   | Uruguay                            | lekaterinbourg Arena, Iekaterinbourg           |                                                |
| 15 juin 2018 · 17:00 (UTC+5) · Historique des rencontres |         | (0 - 0) | 89e José Giménez (Carlos Sánchez ) | Spectateurs : 27 015 Arbitrage : Björn Kuipers | Spectateurs : 27 015 Arbitrage : Björn Kuipers |
| 15 juin 2018 · 17:00 (UTC+5) · Historique des rencontres | Rapport |         |                                    | Spectateurs : 27 015 Arbitrage : Björn Kuipers | Spectateurs : 27 015 Arbitrage : Björn Kuipers |

| Égypte | Uruguay |

| ÉGYPTE :        |    |                     |       |     |
|                 |    |                     |       |     |
| Gardien de but  | 23 | Mohamed El-Shenawy  |       |     |
|                 | 07 | Ahmed Fathi         |       |     |
|                 | 02 | Ali Gabr            |       |     |
|                 | 06 | Ahmed Hegazi        | 90+6e |     |
|                 | 13 | Mohamed Abdel-Shafi |       |     |
|                 | 17 | Mohamed Elneny      |       |     |
|                 | 08 | Tarek Hamed         |       | 50e |
|                 | 22 | Amr Warda           |       | 82e |
|                 | 19 | Abdallah Saïd       |       |     |
|                 | 21 | Trezeguet           |       |     |
|                 | 09 | Marwan Mohsen       |       | 63e |
| Remplaçants :   |    |                     |       |     |
|                 | 05 | Sam Morsy           | 90+4e | 50e |
|                 | 11 | Mahmoud Kahraba     |       | 63e |
|                 | 14 | Ramadan Sobhi       |       | 82e |
| Sélectionneur : |    |                     |       |     |
| Héctor Cúper    |    |                     |       |     |

| URUGUAY :       |    |                        |  |     |
|                 |    |                        |  |     |
| Gardien de but  | 01 | Fernando Muslera       |  |     |
|                 | 04 | Guillermo Varela       |  |     |
|                 | 03 | Diego Godín            |  |     |
|                 | 02 | José Giménez           |  |     |
|                 | 22 | Martín Cáceres         |  |     |
|                 | 08 | Nahitan Nández         |  | 58e |
|                 | 15 | Matías Vecino          |  | 87e |
|                 | 06 | Rodrigo Bentancur      |  |     |
|                 | 10 | Giorgian De Arrascaeta |  | 59e |
|                 | 21 | Edinson Cavani         |  |     |
|                 | 09 | Luis Suárez            |  |     |
| Remplaçants :   |    |                        |  |     |
|                 | 05 | Carlos Sánchez         |  | 58e |
|                 | 07 | Cristian Rodríguez     |  | 59e |
|                 | 14 | Lucas Torreira         |  | 87e |
| Sélectionneur : |    |                        |  |     |
| Óscar Tabárez   |    |                        |  |     |

| Assistants : Sander Van Roekel Erwin Zeinstra Quatrième arbitre : Milorad Mažić Cinquième arbitre : Milovan Ristić Arbitre vidéo : Danny Makkelie Assistants arbitre vidéo : Cyril Gringore Paweł Gil Clément Turpin Homme du Match : Mohamed El-Shenawy |

#### Uruguay - Arabie saoudite
| Match 18                                                 | Uruguay                           | 1 - 0   | Arabie saoudite | Rostov Arena, Rostov-sur-le-Don                 |                                                 |
| 20 juin 2018 · 18:00 (UTC+3) · Historique des rencontres | ( Carlos Sánchez) Luis Suárez 23e | (1 - 0) |                 | Spectateurs : 42 678 Arbitrage : Clément Turpin | Spectateurs : 42 678 Arbitrage : Clément Turpin |
| 20 juin 2018 · 18:00 (UTC+3) · Historique des rencontres | Rapport                           |         |                 | Spectateurs : 42 678 Arbitrage : Clément Turpin | Spectateurs : 42 678 Arbitrage : Clément Turpin |

| Uruguay | Arabie saoudite |

| URUGUAY :       |    |                    |  |     |
|                 |    |                    |  |     |
| Gardien de but  | 01 | Fernando Muslera   |  |     |
|                 | 04 | Guillermo Varela   |  |     |
|                 | 02 | José Giménez       |  |     |
|                 | 03 | Diego Godín        |  |     |
|                 | 22 | Martín Cáceres     |  |     |
|                 | 05 | Carlos Sánchez     |  | 82e |
|                 | 15 | Matías Vecino      |  | 59e |
|                 | 06 | Rodrigo Bentancur  |  |     |
|                 | 07 | Cristian Rodríguez |  | 59e |
|                 | 09 | Luis Suárez        |  |     |
|                 | 21 | Edinson Cavani     |  |     |
| Remplaçants :   |    |                    |  |     |
|                 | 17 | Diego Laxalt       |  | 59e |
|                 | 14 | Lucas Torreira     |  | 59e |
|                 | 08 | Nahitan Nández     |  | 82e |
| Sélectionneur : |    |                    |  |     |
| Óscar Tabárez   |    |                    |  |     |

| ARABIE SAOUDITE :  |    |                     |  |     |
|                    |    |                     |  |     |
| Gardien de but     | 22 | Mohammed Al-Owais   |  |     |
|                    | 06 | Mohammed Al-Breik   |  |     |
|                    | 03 | Osama Hawsawi       |  |     |
|                    | 04 | Ali Al-Bulaihi      |  |     |
|                    | 13 | Yasser al-Shahrani  |  |     |
|                    | 14 | Abdullah Otayf      |  |     |
|                    | 07 | Salman Al-Faraj     |  |     |
|                    | 17 | Taisir al-Jassim    |  | 44e |
|                    | 09 | Hattan Bahebri      |  | 75e |
|                    | 18 | Salem al-Dossari    |  |     |
|                    | 19 | Fahad al-Muwallad   |  | 78e |
| Remplaçants :      |    |                     |  |     |
|                    | 16 | Housain Al-Mogahwi  |  | 44e |
|                    | 12 | Mohamed Kanno       |  | 75e |
|                    | 10 | Mohammad al-Sahlawi |  | 78e |
| Sélectionneur :    |    |                     |  |     |
| Juan Antonio Pizzi |    |                     |  |     |

| Assistants : Nicolas Danos Cyril Gringore Quatrième arbitre : John Pitti Cinquième arbitre : Gabriel Victoria Arbitre vidéo : Szymon Marciniak Assistants arbitre vidéo : Paweł Gil Pawel Sokolnick Daniele Orsato Homme du Match : Luis Suárez |

#### Uruguay - Russie
| Match 33                                                 | Uruguay                                                           | 3 - 0   | Russie | Samara Arena, Samara                             |                                                  |
| 25 juin 2018 · 17:00 (UTC+3) · Historique des rencontres | Luis Suárez 10e · Denis Tcherychev 23e (csc) · Edinson Cavani 90e | (2 - 0) |        | Spectateurs : 41 970 Arbitrage : Malang Diedhiou | Spectateurs : 41 970 Arbitrage : Malang Diedhiou |
| 25 juin 2018 · 17:00 (UTC+3) · Historique des rencontres | Rapport                                                           |         |        | Spectateurs : 41 970 Arbitrage : Malang Diedhiou | Spectateurs : 41 970 Arbitrage : Malang Diedhiou |

| Uruguay | Russie |

| URUGUAY :       |    |                        |     |       |
|                 |    |                        |     |       |
| Gardien de but  | 01 | Fernando Muslera       |     |       |
|                 | 19 | Sebastián Coates       |     |       |
|                 | 03 | Diego Godín            |     |       |
|                 | 22 | Martín Cáceres         |     |       |
|                 | 08 | Nahitan Nández         |     | 73e   |
|                 | 15 | Matías Vecino          |     |       |
|                 | 14 | Lucas Torreira         |     |       |
|                 | 06 | Rodrigo Bentancur      | 59e | 63e   |
|                 | 17 | Diego Laxalt           |     |       |
|                 | 09 | Luis Suárez            |     |       |
|                 | 21 | Edinson Cavani         |     | 90+3e |
| Remplaçants :   |    |                        |     |       |
|                 | 10 | Giorgian De Arrascaeta |     | 63e   |
|                 | 07 | Cristian Rodríguez     |     | 73e   |
|                 | 18 | Maxi Gómez             |     | 90+3e |
| Sélectionneur : |    |                        |     |       |
| Óscar Tabárez   |    |                        |     |       |

| RUSSIE :                |    |                      |          |     |
|                         |    |                      |          |     |
| Gardien de but          | 01 | Igor Akinfeïev       |          |     |
|                         | 23 | Igor Smolnikov       | 27e, 36e |     |
|                         | 03 | Ilia Koutepov        |          |     |
|                         | 04 | Sergueï Ignachevitch |          |     |
|                         | 13 | Fiodor Koudriachov   |          |     |
|                         | 11 | Roman Zobnine        |          |     |
|                         | 08 | Iouri Gazinski       | 9e       | 46e |
|                         | 19 | Alexandre Samedov    |          |     |
|                         | 15 | Alexeï Mirantchouk   |          | 60e |
|                         | 06 | Denis Tcherychev     |          | 38e |
|                         | 22 | Artiom Dziouba       |          |     |
| Remplaçants :           |    |                      |          |     |
|                         | 02 | Mário Fernandes      |          | 38e |
|                         | 07 | Daler Kouziaïev      |          | 46e |
|                         | 10 | Fiodor Smolov        |          | 60e |
| Sélectionneur :         |    |                      |          |     |
| Stanislav Tchertchessov |    |                      |          |     |

| Assistants : Djibril Camara El Hadji Samba Quatrième arbitre : Bamlak Tessema Weyesa Cinquième arbitre : Hasan Al Mahri Arbitre vidéo : Clément Turpin Assistants arbitre vidéo : Paweł Gil Cyril Gringore Daniele Orsato Homme du Match : Luis Suárez |

### Huitième de finale

#### Uruguay - Portugal
| Match 49                                                 | Uruguay                                                                    | 2 - 1   | Portugal                      | Stade Ficht, Sotchi                                 |                                                     |
| 30 juin 2018 · 21:00 (UTC+3) · Historique des rencontres | ( Luis Suárez) Edinson Cavani 7e · ( Rodrigo Bentancur) Edinson Cavani 62e | (1 - 0) | 55e Pepe (Raphaël Guerreiro ) | Spectateurs : 44 287 Arbitrage : César Arturo Ramos | Spectateurs : 44 287 Arbitrage : César Arturo Ramos |
| 30 juin 2018 · 21:00 (UTC+3) · Historique des rencontres | Rapport                                                                    |         |                               | Spectateurs : 44 287 Arbitrage : César Arturo Ramos | Spectateurs : 44 287 Arbitrage : César Arturo Ramos |

| Uruguay | Portugal |

| URUGUAY :       |    |                    |  |     |
|                 |    |                    |  |     |
| Gardien de but  | 01 | Fernando Muslera   |  |     |
|                 | 22 | Martín Cáceres     |  |     |
|                 | 02 | José Giménez       |  |     |
|                 | 03 | Diego Godín        |  |     |
|                 | 17 | Diego Laxalt       |  |     |
|                 | 08 | Nahitan Nández     |  | 81e |
|                 | 14 | Lucas Torreira     |  |     |
|                 | 15 | Matías Vecino      |  |     |
|                 | 06 | Rodrigo Bentancur  |  | 63e |
|                 | 09 | Luis Suárez        |  |     |
|                 | 21 | Edinson Cavani     |  | 74e |
| Remplaçants :   |    |                    |  |     |
|                 | 07 | Cristian Rodríguez |  | 63e |
|                 | 11 | Cristhian Stuani   |  | 74e |
|                 | 05 | Carlos Sánchez     |  | 81e |
| Sélectionneur : |    |                    |  |     |
| Óscar Tabárez   |    |                    |  |     |

| PORTUGAL :      |    |                   |       |     |
|                 |    |                   |       |     |
| Gardien de but  | 01 | Rui Patrício      |       |     |
|                 | 15 | Ricardo Pereira   |       |     |
|                 | 03 | Pepe              |       |     |
|                 | 06 | José Fonte        |       |     |
|                 | 05 | Raphaël Guerreiro |       |     |
|                 | 11 | Bernardo Silva    |       |     |
|                 | 14 | William Carvalho  |       |     |
|                 | 23 | Adrien Silva      |       | 65e |
|                 | 10 | João Mário        |       | 84e |
|                 | 17 | Gonçalo Guedes    |       | 74e |
|                 | 07 | Cristiano Ronaldo | 90+3e |     |
| Remplaçants :   |    |                   |       |     |
|                 | 20 | Ricardo Quaresma  |       | 65e |
|                 | 09 | André Silva       |       | 74e |
|                 | 04 | Manuel Fernandes  |       | 84e |
| Sélectionneur : |    |                   |       |     |
| Fernando Santos |    |                   |       |     |

| Assistants : Marvin Torrentera Miguel Hernández Quatrième arbitre : Jair Marrufo Cinquième arbitre : Corey Rockwell Arbitre vidéo : Mark Geiger Assistants arbitre vidéo : Bastian Dankert Joe Fletcher Danny Makkelie Homme du Match : Edinson Cavani |

### Quart de finale

#### Uruguay - France
| Match 57                                                   | Uruguay | 0 - 2   | France                                                                              | Stade de Nijni Novgorod, Nijni Novgorod        |                                                |
| 6 juillet 2018 · 17:00 (UTC+3) · Historique des rencontres |         | (0 - 1) | 40e Raphaël Varane (Antoine Griezmann ) · 61e Antoine Griezmann (Corentin Tolisso ) | Spectateurs : 43 319 Arbitrage : Néstor Pitana | Spectateurs : 43 319 Arbitrage : Néstor Pitana |
| 6 juillet 2018 · 17:00 (UTC+3) · Historique des rencontres | Rapport |         |                                                                                     | Spectateurs : 43 319 Arbitrage : Néstor Pitana | Spectateurs : 43 319 Arbitrage : Néstor Pitana |

| Uruguay | France |

| URUGUAY :       |    |                        |     |     |
|                 |    |                        |     |     |
| Gardien de but  | 01 | Fernando Muslera       |     |     |
|                 | 22 | Martín Cáceres         |     |     |
|                 | 02 | José Giménez           |     |     |
|                 | 03 | Diego Godín            |     |     |
|                 | 17 | Diego Laxalt           |     |     |
|                 | 08 | Nahitan Nández         |     | 73e |
|                 | 14 | Lucas Torreira         |     |     |
|                 | 15 | Matías Vecino          |     |     |
|                 | 06 | Rodrigo Bentancur      | 36e | 59e |
|                 | 09 | Luis Suárez            |     |     |
|                 | 11 | Cristhian Stuani       |     | 59e |
| Remplaçants :   |    |                        |     |     |
|                 | 18 | Maxi Gómez             |     | 59e |
|                 | 07 | Cristian Rodríguez     | 69e | 59e |
|                 | 20 | Jonathan Urretaviscaya |     | 73e |
| Sélectionneur : |    |                        |     |     |
| Óscar Tabárez   |    |                        |     |     |

| FRANCE :         |    |                   |     |       |
|                  |    |                   |     |       |
| Gardien de but   | 01 | Hugo Lloris       |     |       |
|                  | 02 | Benjamin Pavard   |     |       |
|                  | 04 | Raphaël Varane    |     |       |
|                  | 05 | Samuel Umtiti     |     |       |
|                  | 21 | Lucas Hernandez   | 33e |       |
|                  | 13 | N'Golo Kanté      |     |       |
|                  | 06 | Paul Pogba        |     |       |
|                  | 10 | Kylian Mbappé     | 69e | 88e   |
|                  | 07 | Antoine Griezmann |     | 90+3e |
|                  | 12 | Corentin Tolisso  |     | 80e   |
|                  | 09 | Olivier Giroud    |     |       |
| Remplaçants :    |    |                   |     |       |
|                  | 15 | Steven Nzonzi     |     | 80e   |
|                  | 11 | Ousmane Dembélé   |     | 88e   |
|                  | 18 | Nabil Fekir       |     | 90+3e |
| Sélectionneur :  |    |                   |     |       |
| Didier Deschamps |    |                   |     |       |

| Assistants : Hernan Maidana Juan Pablo Belatti Quatrième arbitre : Alireza Faghani Cinquième arbitre : Reza Sokhandan Arbitre vidéo : Massimiliano Irrati Assistants arbitre vidéo : Carlos Astroza Mauro Vigliano Paolo Valeri Homme du Match : Antoine Griezmann |

## Statistiques

### Temps de jeu
| Joueur                 |          |          |          |          |          | TT       | But inscrit | Passe décisive | MJ       | MT       | Légende |
| ---------------------- | -------- | -------- | -------- | -------- | -------- | -------- | ----------- | -------------- | -------- | -------- | --- |
| Gardiens               | Gardiens | Gardiens | Gardiens | Gardiens | Gardiens | Gardiens | Gardiens    | Gardiens       | Gardiens | Gardiens | Abréviations et symboles : TT : Total de minutes jouées MJ : Nombre de matchs joués MT : Matchs joués en tant que titulaire : but : passe décisive : joueur entré : joueur remplacé : capitaine : carton jaune : carton rouge |
| Fernando Muslera       | 90       | 90       | 90       | 90       | 90       | 450      | -           | -              | 5        | 5        | Abréviations et symboles : TT : Total de minutes jouées MJ : Nombre de matchs joués MT : Matchs joués en tant que titulaire : but : passe décisive : joueur entré : joueur remplacé : capitaine : carton jaune : carton rouge |
| Martín Campaña         | -        | -        | -        | -        | -        | -        | -           | -              | -        | -        | Abréviations et symboles : TT : Total de minutes jouées MJ : Nombre de matchs joués MT : Matchs joués en tant que titulaire : but : passe décisive : joueur entré : joueur remplacé : capitaine : carton jaune : carton rouge |
| Martín Silva           | -        | -        | -        | -        | -        | -        | -           | -              | -        |          | Abréviations et symboles : TT : Total de minutes jouées MJ : Nombre de matchs joués MT : Matchs joués en tant que titulaire : but : passe décisive : joueur entré : joueur remplacé : capitaine : carton jaune : carton rouge |
| Défenseurs             |          |          |          |          |          |          |             |                |          |          | Abréviations et symboles : TT : Total de minutes jouées MJ : Nombre de matchs joués MT : Matchs joués en tant que titulaire : but : passe décisive : joueur entré : joueur remplacé : capitaine : carton jaune : carton rouge |
| José Giménez           | 90       | 90       | -        | 90       | 90       | 360      | 1           | -              | 4        | 4        | Abréviations et symboles : TT : Total de minutes jouées MJ : Nombre de matchs joués MT : Matchs joués en tant que titulaire : but : passe décisive : joueur entré : joueur remplacé : capitaine : carton jaune : carton rouge |
| Diego Godín            | 90       | 90       | 90       | 90       | 90       | 450      | -           | -              | 5        | 5        | Abréviations et symboles : TT : Total de minutes jouées MJ : Nombre de matchs joués MT : Matchs joués en tant que titulaire : but : passe décisive : joueur entré : joueur remplacé : capitaine : carton jaune : carton rouge |
| Guillermo Varela       | 90       | 90       | -        | -        | -        | 180      | -           | -              | 2        | 2        | Abréviations et symboles : TT : Total de minutes jouées MJ : Nombre de matchs joués MT : Matchs joués en tant que titulaire : but : passe décisive : joueur entré : joueur remplacé : capitaine : carton jaune : carton rouge |
| Gastón Silva           | -        | -        | -        | -        | -        | -        | -           | -              | -        | -        | Abréviations et symboles : TT : Total de minutes jouées MJ : Nombre de matchs joués MT : Matchs joués en tant que titulaire : but : passe décisive : joueur entré : joueur remplacé : capitaine : carton jaune : carton rouge |
| Maxi Pereira           | -        | -        | -        | -        | -        | -        | -           | -              | -        | -        | Abréviations et symboles : TT : Total de minutes jouées MJ : Nombre de matchs joués MT : Matchs joués en tant que titulaire : but : passe décisive : joueur entré : joueur remplacé : capitaine : carton jaune : carton rouge |
| Sebastián Coates       | -        | -        | 90       | -        | -        | 90       | -           | -              | 1        | 1        | Abréviations et symboles : TT : Total de minutes jouées MJ : Nombre de matchs joués MT : Matchs joués en tant que titulaire : but : passe décisive : joueur entré : joueur remplacé : capitaine : carton jaune : carton rouge |
| Martín Cáceres         | 90       | 90       | 90       | 90       | 90       | 450      | -           | -              | 5        | 5        | Abréviations et symboles : TT : Total de minutes jouées MJ : Nombre de matchs joués MT : Matchs joués en tant que titulaire : but : passe décisive : joueur entré : joueur remplacé : capitaine : carton jaune : carton rouge |
| Milieux                |          |          |          |          |          |          |             |                |          |          | Abréviations et symboles : TT : Total de minutes jouées MJ : Nombre de matchs joués MT : Matchs joués en tant que titulaire : but : passe décisive : joueur entré : joueur remplacé : capitaine : carton jaune : carton rouge |
| Carlos Sánchez         | 32       | 82       | -        | 9        | -        | 123      | -           | 2              | 3        | 1        | Abréviations et symboles : TT : Total de minutes jouées MJ : Nombre de matchs joués MT : Matchs joués en tant que titulaire : but : passe décisive : joueur entré : joueur remplacé : capitaine : carton jaune : carton rouge |
| Rodrigo Bentancur      | 90       | 90       | 63       | 63       | 59       | 365      | -           | 1              | 5        | 5        | Abréviations et symboles : TT : Total de minutes jouées MJ : Nombre de matchs joués MT : Matchs joués en tant que titulaire : but : passe décisive : joueur entré : joueur remplacé : capitaine : carton jaune : carton rouge |
| Cristian Rodríguez     | 31       | 59       | 17       | 27       | 31       | 165      | -           | -              | 5        | 1        | Abréviations et symboles : TT : Total de minutes jouées MJ : Nombre de matchs joués MT : Matchs joués en tant que titulaire : but : passe décisive : joueur entré : joueur remplacé : capitaine : carton jaune : carton rouge |
| Nahitan Nández         | 58       | 8        | 73       | 81       | 73       | 293      | -           | -              | 5        | 4        | Abréviations et symboles : TT : Total de minutes jouées MJ : Nombre de matchs joués MT : Matchs joués en tant que titulaire : but : passe décisive : joueur entré : joueur remplacé : capitaine : carton jaune : carton rouge |
| Giorgian De Arrascaeta | 59       | -        | 27       | -        | -        | 86       | -           | -              | 2        | 1        | Abréviations et symboles : TT : Total de minutes jouées MJ : Nombre de matchs joués MT : Matchs joués en tant que titulaire : but : passe décisive : joueur entré : joueur remplacé : capitaine : carton jaune : carton rouge |
| Lucas Torreira         | 3        | 31       | 90       | 90       | 90       | 304      | -           | -              | 5        | 3        | Abréviations et symboles : TT : Total de minutes jouées MJ : Nombre de matchs joués MT : Matchs joués en tant que titulaire : but : passe décisive : joueur entré : joueur remplacé : capitaine : carton jaune : carton rouge |
| Matías Vecino          | 87       | 59       | 90       | 90       | 90       | 416      | -           | -              | 5        | 5        | Abréviations et symboles : TT : Total de minutes jouées MJ : Nombre de matchs joués MT : Matchs joués en tant que titulaire : but : passe décisive : joueur entré : joueur remplacé : capitaine : carton jaune : carton rouge |
| Diego Laxalt           | -        | 31       | 90       | 90       | 90       | 301      | -           | -              | 4        | 3        | Abréviations et symboles : TT : Total de minutes jouées MJ : Nombre de matchs joués MT : Matchs joués en tant que titulaire : but : passe décisive : joueur entré : joueur remplacé : capitaine : carton jaune : carton rouge |
| Attaquants             |          |          |          |          |          |          |             |                |          |          | Abréviations et symboles : TT : Total de minutes jouées MJ : Nombre de matchs joués MT : Matchs joués en tant que titulaire : but : passe décisive : joueur entré : joueur remplacé : capitaine : carton jaune : carton rouge |
| Luis Suárez            | 90       | 90       | 90       | 90       | 90       | 450      | 2           | 1              | 5        | 5        | Abréviations et symboles : TT : Total de minutes jouées MJ : Nombre de matchs joués MT : Matchs joués en tant que titulaire : but : passe décisive : joueur entré : joueur remplacé : capitaine : carton jaune : carton rouge |
| Cristhian Stuani       | -        | -        | -        | 16       | 59       | 75       | -           | -              | 2        | 1        | Abréviations et symboles : TT : Total de minutes jouées MJ : Nombre de matchs joués MT : Matchs joués en tant que titulaire : but : passe décisive : joueur entré : joueur remplacé : capitaine : carton jaune : carton rouge |
| Maxi Gómez             | -        | -        | 0        | -        | 31       | 31       | -           | -              | 2        | -        | Abréviations et symboles : TT : Total de minutes jouées MJ : Nombre de matchs joués MT : Matchs joués en tant que titulaire : but : passe décisive : joueur entré : joueur remplacé : capitaine : carton jaune : carton rouge |
| Jonathan Urretaviscaya | -        | -        | -        | -        | 17       | 17       | -           | -              | 1        | -        | Abréviations et symboles : TT : Total de minutes jouées MJ : Nombre de matchs joués MT : Matchs joués en tant que titulaire : but : passe décisive : joueur entré : joueur remplacé : capitaine : carton jaune : carton rouge |
| Edinson Cavani         | 90       | 90       | 90       | 74       | -        | 344      | 3           | -              | 4        | 4        | Abréviations et symboles : TT : Total de minutes jouées MJ : Nombre de matchs joués MT : Matchs joués en tant que titulaire : but : passe décisive : joueur entré : joueur remplacé : capitaine : carton jaune : carton rouge |
| Total                  |          |          |          |          |          |          |             |                |          |          | Abréviations et symboles : TT : Total de minutes jouées MJ : Nombre de matchs joués MT : Matchs joués en tant que titulaire : but : passe décisive : joueur entré : joueur remplacé : capitaine : carton jaune : carton rouge |
| Équipe d'Uruguay       | 90       | 90       | 90       | 90       | 90       | 450      | 6           | 4              | 5        | -        | Abréviations et symboles : TT : Total de minutes jouées MJ : Nombre de matchs joués MT : Matchs joués en tant que titulaire : but : passe décisive : joueur entré : joueur remplacé : capitaine : carton jaune : carton rouge |

| Buts | Joueurs        | Adversaires             |
| ---- | -------------- | ----------------------- |
| 3    | Edinson Cavani | Russie, Portugal (2)    |
| 2    | Luis Suárez    | Arabie saoudite, Russie |
| 1    | José Giménez   | Égypte                  |

| Passes | Joueurs           | Adversaires             |
| ------ | ----------------- | ----------------------- |
| 2      | Carlos Sánchez    | Égypte, Arabie saoudite |
| 1      | Luis Suárez       | Portugal                |
| 1      | Rodrigo Bentancur | Portugal                |